# Julien Schvartz
Pour les articles homonymes, voir Schvartz.
Julien Schvartz, né le 11 avril 1925 à Bouzonville (Moselle), mort le 6 décembre 2014 à Vandœuvre-lès-Nancy (Meurthe-et-Moselle), est un homme politique français. Il a été député de la 5e circonscription de la Moselle, maire de Boulay, président du conseil général de la Moselle et conseiller régional de Lorraine.

## Biographie
Il est signataire de l'« appel des 43 » en faveur d'une candidature de Valéry Giscard d'Estaing à l'élection présidentielle de 1974. Mandaté par le Premier ministre Pierre Messmer, il est l'auteur du "rapport Schvartz" sur l'industrie pétrolière, présenté devant l'Assemblée Nationale, dans le contexte du premier choc pétrolier de 1973.

## Détail des fonctions et des mandats
Mandats parlementaires
- 18 novembre 1962 - 2 avril 1967 : Député de la 5e circonscription de la Moselle
- 5 mars 1967 - 30 mai 1968 : Député de la 5e circonscription de la Moselle
- 23 juin 1968 - 1er avril 1973 : Député de la 5e circonscription de la Moselle
- 11 mars 1973 - 2 avril 1978 : Député de la 5e circonscription de la Moselle
- 19 mars 1978 - 22 mai 1981 : Député de la 5e circonscription de la Moselle

Autres mandats
Maire de Boulay-Moselle (Moselle) de 1959 à 1992 
Conseiller général du canton de Boulay-Moselle de 1961 à 1992  
Président du conseil général de la Moselle de 1982 à 1992
Conseiller régional de Lorraine de 1972 à 1986  et de 1992 à 2004